# Fontaine-le-Comte
Fontaine-le-Comte ist eine französische Gemeinde mit 3971 Einwohnern (Stand: 1. Januar 2022) im Département Vienne in der Region Nouvelle-Aquitaine. Sie liegt im Arrondissement Poitiers und ist Teil des Kantons Poitiers-1. Die Einwohner werden Fontenois genannt.

## Geographie
Fontaine-le-Comte liegt etwa zwölf Kilometer südwestlich des Stadtzentrums von Poitiers und wird umgeben von den Nachbargemeinden Vouneuil-sous-Biard im Norden, Poitiers im Nordosten, Croutelle und Ligugé im Osten, Marçay im Süden, Coulombiers im Südwesten, La Chapelle-Montreuil im Westen und Béruges im Nordwesten.
Durch die Gemeinde führt die Autoroute A10. Hier geht die frühere Route nationale 11 (heutige D611) von der Route nationale 10 ab.
Zur Gemeinde gehören auch der Ort Chaumont an der Via Turonensis (Teil des Jakobswegs).

## Geschichte
1080 wird der Ort erstmals mit der lateinischen Bezeichnung fons Comitis (Fontaine du Comte, dt.: Grafenbrunnen). Wilhelm X. von Aquitanien, Graf von Poitiers, Herzog von Aquitanien, stiftete das Gebiet an den Erzbischof von Bordeaux, damit die Zisterzienser hier eine Abtei gründen konnte. Im Religionskrieg (den Hugenottenkriegen) wurde die Abtei zerstört.
In der jüngeren Zeit, spätestens seit dem ausgehenden 20. Jahrhundert, hat sich Fontaine-le-Comte zur banlieue von Poitiers entwickelt.

## Demographie
| Einwohner                                                  | 533 | 655 | 1.034 | 2.198 | 2.730 | 3.113 | 3.370 | 3.739 |
| Ab 1962 offizielle Zahlen ohne Einwohner mit Zweitwohnsitz |     |     |       |       |       |       |       |       |

## Sehenswürdigkeiten

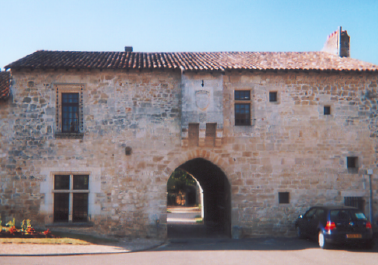
Altes Abteigebäude

- Haus des Priors aus dem 14. Jahrhundert, seit 1927 Monument historique
- Abteigebäude des früheren Klostergeländes, seit 1929 Monument historique
- Säulenhaus aus der zweiten Hälfte des 17. Jahrhunderts, Monument historique seit 1991
- Kirche Notre-Dame auf dem früheren Klostergelände, seit 1840 als Monument historique (als eines der frühesten Objekte überhaupt) gelistet
- Wald von Épine